# Mediaset 1
Mediaset 1 è uno dei multiplex della televisione digitale terrestre a copertura nazionale presenti nel sistema DVB-T italiano. Appartiene a EI Towers S.p.A. interamente posseduta da 2i Towers S.r.l., a sua volta controllata al 100% da 2i Towers Holding S.r.l., che è partecipata per il 40% da Mediaset e per il 60% da F2i TLC 1 S.r.l..

## Caratteristiche
Il mux Mediaset 1 trasmette in SFN sul canale 46 della banda UHF V in tutta Italia, a eccezione dell'Emilia-Romagna dove trasmette sui canali 45 e 46 della banda UHF V.

## Storia

### 2003
- 1º dicembre 2003: Attivato il multiplex Mediaset 1 con i canali Class News, BBC World, Coming Soon Television, VJ Television, 24ore.tv e Rete 4.

### 2004
- 20 novembre 2004: Eliminato VJ TV e inserito Boing.

### 2005
- 20 gennaio 2005: Inserita Mediaset Premium che comprende le pay per view Mediaset Premium 1, Mediaset Premium 2, Mediaset Premium 3 e Mediaset Premium 4.
- 1º luglio 2005: Aggiunto Mediaset Premium 5.
- 10 agosto 2005: Eliminato Rete 4.

### 2006
- 15 luglio 2006: Aggiunto Mediaset Premium 6 e Premium Attivazione.

### 2007
- 1º gennaio 2007: Eliminato 24ore.tv.
- 15 luglio 2007: Aggiunto Mediaset Premium 7.

### 2008
- 8 gennaio 2008: Eliminati Boing, Mediaset Premium 1, Mediaset Premium 2, Mediaset Premium 3, Mediaset Premium 4, Mediaset Premium 5, Mediaset Premium 6, Mediaset Premium 7 e inseriti Premium Calcio 1, Premium Calcio 2, Premium Calcio 3, Premium Calcio 4, Premium Calcio 5, Premium Calcio 6, Premium Calcio 7, Premium Extra 1, Premium Extra 2, Premium Menu e Mediashopping.
- 9 giugno 2008: Aggiunto TED.
- 27 giugno 2008: Eliminati Premium Calcio 1, Premium Calcio 2, Premium Calcio 3, Premium Calcio 4, Premium Calcio 5, Premium Calcio 6, Premium Calcio 7 e inseriti Premium Calcio 24, Diretta Calcio 1, Diretta Calcio 2, Diretta Calcio 3, Diretta Calcio 4, Diretta Calcio 5, Diretta Calcio 6 e Iris.
- 30 giugno 2008: Eliminati Premium Extra 1, Premium Extra 2 e TED.
- 1º luglio 2008: Inizio trasmissioni di Premium Calcio 24.
- 2 dicembre 2008: Eliminati Class News e Iris e aggiunti Cartoon Network, Hiro e Playhouse Disney.
- 12 dicembre 2008: Eliminato Mediashopping e aggiunto Disney Channel +1.

### 2009
- 9 gennaio 2009: Eliminati BBC World e Coming Soon Television e tornano attivi i canali Premium Extra 1 e 2.
- 20 febbraio 2009: Inserito il canale Extra-Premium.
- 1º marzo 2009: Il canale Extra-Premium diventa Moto GP-Premium.
- 24 aprile 2009: Eliminati i canali Premium Extra 1 e 2.
- 5 maggio 2009: Inserito il canale Steel +1.
- 22 giugno 2009: Aggiunto il canale Premium Extra.
- 1º luglio 2009: Eliminato il canale Premium Attivazione.
- 15 luglio 2009: Aggiunto il canale Premium Calcio HD.
- 22 agosto 2009: Rinominati i canali Premium Calcio 24 in Premium Calcio e i Diretta Calcio (1-2-3-4-5-6) in Premium Calcio (1-2-3-4-5-6).
- 28 settembre 2009: Spostato Premium MotoGP sulla LCN 129, eliminato il canale Premium Extra e tornati Premium Extra 1 e 2.
- 16 novembre 2009: Eliminato il canale MDS Test sostituito con il canale Boing+1 e modificato il sistema di numerazione dei canali (LCN).

### 2010
- 9 marzo 2010: Eliminato Premium Extra 2 e rinominato Premium Extra 1 in Premium Extra.
- 4 aprile 2010: Eliminato Premium Extra.
- 24 agosto 2010: Rinominato Premium Calcio HD in Premium Calcio HD 1.
- 15 ottobre 2010: Aggiunti Premium Extra 1 e 2 per la trasmissione del Grande Fratello 11.
- 10 novembre 2010: Eliminato Premium MotoGP.

### 2011
- 1º marzo 2011: Aggiunto Premium MotoGP.
- 31 marzo 2011: Aggiunti Premium Serie B 1, Premium Serie B 2 e Premium Serie B 3.
- 19 aprile 2011: Eliminati Premium Extra 1 e Premium Extra 2.
- 14 maggio 2011: Rinominato Playhouse Disney in Disney Junior.
- 24 giugno 2011: Aggiunto Premium Anteprima.
- 1º luglio 2011: Aggiunti Premium Cinema Comedy e Steel. Eliminati Steel +1, Hiro, Premium Serie B 1, Premium Serie B 2 e Premium Serie B 3.
- 20 ottobre 2011: Aggiunti Premium Extra 1 e Premium Extra 2 per la trasmissione del Grande Fratello 12.
- 17 novembre 2011: Eliminato Premium MotoGP e aggiunto Premium Calcio 7.

### 2012
- 2 aprile 2012: Eliminati Premium Extra 1 e 2.
- 4 luglio 2012: Eliminato Premium Calcio HD1.

### 2013
- 11 marzo 2013: Aggiunti i canali Hot Time 1, Hot Time 2 e Hot Time 3 e eliminato Premium Anteprima.
- 22 marzo 2013: Partenza delle trasmissioni di Hot Time 1, Hot Time 2 e Hot Time 3.
- 29 marzo 2013: Rinominato Steel in Premium Action, nonostante sia rimasta ancora in onda la programmazione di Steel.
- 1º aprile 2013: Chiusura di Steel e inizio delle trasmissioni di Premium Action.
- 9 agosto 2013: Aggiunto il canale Fox Sports Plus.

### 2015
- 23 giugno 2015: Eliminati i canali Hot Time (Hot Time 1, Hot Time 2, Hot Time 3), Premium Cinema Comedy, Premium Action, Disney Junior e Premium Calcio 7. Aggiunti Premium Action +24, Premium Cinema 2 +24 e Premium Sport.
- 1º luglio 2015: Eliminato Fox Sports Plus.
- 14 settembre 2015: Aggiunti Premium Extra 1 e 2 per la trasmissione del Grande Fratello 14, aggiunto Premium Calcio 1 HD.
- 15 settembre 2015: Aggiunto Premium Play e il nuovo canale on demand Premium Online.

### 2016
- 8 febbraio 2016: Eliminato il canale Premium Calcio e aggiunto il nuovo canale Premium Sport 2.
- 1º marzo 2016: Eliminati Premium Extra 1 e 2.
- 16 maggio 2016: Aggiunto Premium Sport 4K per la trasmissione della finale di Champions League, disputatasi il 28 maggio seguente.
- 29 maggio 2016: Eliminato Premium Sport 4K al termine della finale di Champions League.
- 12 settembre 2016: Aggiunti Premium Extra 1 e 2 per la trasmissione del Grande Fratello VIP.
- 1º ottobre 2016: Aggiunto Premium Stories +24 ed eliminato Disney Channel +1.
- 8 novembre 2016: Eliminati Premium Extra 1 e 2.
- 16 novembre 2016: Aggiunto Premium Sport 4K.

### 2017
- 4 settembre 2017: Eliminati Premium Stories +24 e Premium Calcio 1 HD, aggiunti Premium Cinema Energy +24 e Premium Calcio 2 HD.

### 2018
- 19 aprile 2018: Eliminato e chiuso Premium Sport 4K e aggiunto Premium Stories.
- 1º giugno 2018: Eliminati Premium Action +24, Premium Cinema Energy +24, Premium Cinema 2 +24, Cartoon Network, Premium Sport 2 e Premium Calcio 2 HD; aggiunti Premium Action, Premium Crime, Premium Joi, Sky Sport 24, Sky TG24 e Test Vetrina.
- 2 luglio 2018: Interrotte le trasmissioni di Sky TG24, eliminato Test Vetrina, aggiunti Sky Sport Serie A e due canali Sky Sport.
- 1º agosto 2018: Eliminati Premium Menu, Sky TG24, Sky Sport 24, Premium Sport e Premium Calcio 1-6. Aggiunti Sky Sport 24 HD e Sky Sport Serie A HD.

### 2019
- 23 aprile 2019: Aggiunta la scritta "vai al" con la numerazione di riferimento all'identificativo dei canali Sky presenti nell'area 300 della LCN; le trasmissioni su queste numerazioni vengono sostituite da un cartello informativo.[1]
- 7 maggio 2019: Eliminati i canali Sky inattivi nell'area 300.[2]
- 8 maggio 2019: Eliminata la numerazione automatica a Premium Play e Premium Online.[3]
- 10 maggio 2019: Reinserita la numerazione automatica a Premium Play e Premium Online.[4]
- 27 maggio 2019: Rinominato Sky Sport Serie A in Sky Sport Mondiali.[5]
- 1º giugno 2019: In seguito alla chiusura di Mediaset Premium, i servizi disponibili e i canali presenti alle numerazioni 300 vengono disattivati. Inoltre a schermo vi è un cartello informativo.[6]
- 18 giugno 2019: Eliminati i cartelli dei canali Premium.[7]
- 1º luglio 2019: Fine delle trasmissioni per Premium Joi che continua a trasmettere un cartello informativo. Alcuni dei suoi programmi sono passati su Premium Stories (DTT 462, Sky 122)[8]
- 8 luglio 2019: Eliminato Premium Joi e rinominato Sky Sport Mondiali in Sky Sport Serie A.[9]
- 9 luglio 2019: Aggiunto Premium Cinema Emotion.

### 2020
- 10 gennaio 2020: Eliminati i canali Premium Action, Sky Sport Serie A e i due Sky Sport. Aggiunti i canali Sky Atlantic, Fox e National Geographic.
- 4 aprile 2020: Causa emergenza Covid-19, eliminati e chiusi Sky Sport 24 HD e Sky Sport Serie A HD. Al loro posto aggiunti Sky Cinema #IoRestoACasa 1 e Sky Cinema #IoRestoACasa 2.[10]
- 27 maggio 2020: Sky Cinema #IoRestoACasa 1 e Sky Cinema #IoRestoACasa 2 diventano Sky Cinema per te 1 e Sky Cinema per te 2.[11]
- 18 giugno 2020: Riattivato Sky Sport Serie A HD al posto di Sky Cinema per te 2.[12]
- 1º luglio 2020: Fine delle trasmissioni per National Geographic che prosegue le Trasmissioni sul canale 403 di Sky e in differita di un'ora sul canale 404. Eliminato Sky Cinema per te 1. Eliminato e chiuso Premium Cinema Emotion, che diventa Premium Cinema 3.[13] Aggiunto Premium Cinema 2.
- 9 luglio 2020: Eliminato National Geographic.
- 16 settembre 2020: Fine delle trasmissioni per Premium Cinema 2.
- 1º ottobre 2020: Eliminato lo slot inattivo di Premium Cinema 2 e aggiunti TV8, TV8 On Demand, TV8 News On Demand, Cielo e Sky TG24.[14]

### 2021
- 8 giugno 2021: Rinominato Sky Sport Serie A HD in Sky Sport Football HD.
- 13 luglio 2021: Rinominato Sky Sport Football HD in Sky Sport Calcio HD.
- 25 novembre 2021: Eliminato TV8 On Demand.

### 2022
- 1º gennaio 2022: Eliminata la LCN a TV8 (tranne quella sull'LCN 508), Cielo e Sky TG24 che diventano Provvisorio. Eliminata la LCN a TV8 News On Demand.
- 10 gennaio 2022: Eliminato Sky Sport Calcio HD. Fine trasmissioni per Premium Crime, Premium Stories e Premium Cinema 3.
- 17 gennaio 2022: Eliminati Premium Crime, Premium Stories e Premium Cinema 3 e aggiunti Iris, 27 Twentyseven, La5, Mediaset Italia Due e R101 TV.
- 19 gennaio 2022: Aggiunta una copia di R101 TV alla LCN 567.
- 8 marzo 2022: Fox, Cielo PROVVISORIO e Sky TG24 PROVVISORIO passano in MPEG-4. Aggiunti Sky Sport Calcio HD, Sky Sport Uno che trasmette un cartello informativo e Sky Sport Calcio (quest'ultimi due in MPEG-4). Eliminato Sky Atlantic. Rinominato Mediaset Italia Due in Mediaset Italia2, 27 Twentyseven in 27Twentyseven.
- 1º aprile 2022: Fine delle trasmissioni per Fox e Sky Sport Calcio che trasmettono un cartello informativo. Aggiunto Sky Sport Uno HD.
- 29 aprile 2022: Eliminati Fox, Sky Sport Uno e Sky Sport Calcio.
- 1 giugno 2022: Fine delle trasmissioni ed eliminate le LCN per Sky Sport Uno HD e Sky Sport Calcio HD che trasmettono un cartello informativo.
- 14 giugno 2022: Fine delle trasmissioni per Cielo PROVVISORIO e Sky TG24 PROVVISORIO che trasmettono un cartello informativo.
- 27 giugno 2022: Fine delle trasmissioni per TV8 PROVVISORIO che trasmette un cartello informativo.
- 28 giugno 2022: Eliminati TV8 PROVVISORIO, Cielo PROVVISORIO, Sky TG24 PROVVISORIO, Sky Sport Uno HD, Sky Sport Calcio HD e TV8 News On Demand. Aggiunti TGCOM24, Rete4 (provvisorio), Canale5 (provvisorio), Italia1 (provvisorio) e i canali radiofonici Radio R101, Radio Monte Carlo, RADIO 105 e VIRGIN RADIO.
- 21 dicembre 2022: Eliminati Rete4 (provvisorio), Canale5 (provvisorio) e Italia1 (provvisorio). Aggiunta RADIO 105 in alta definizione. Iris, 27Twentyseven, La5, Mediaset Italia2, TGCOM24 e R101 TV passano all'alta definizione, vengono rinominati Iris HD, 27Twentyseven HD, La5 HD, Mediaset Italia2 HD, TGCOM24 HD e vengono aggiunti i duplicati alle LCN 522, 527, 530, 549, 551, 566 e 567.

### 2025
- 15 gennaio 2025: Aggiunto tivù la guida che trasmette il cartello.
- 21 gennaio 2025: Aggiunta l’app HbbTV per tivù la guida.
- 20 luglio 2025: Aggiunto Mediaset Italia LCN 252

## Servizi
Sul multiplex Mediaset 1 sono presenti canali televisivi in chiaro del gruppo Mediaset.

### Canali televisivi
| LCN    | Canale              | Note       |
| ------ | ------------------- | ---------- |
| 22 522 | Iris HD             | FTA (HDTV) |
| 27 527 | 27Twentyseven HD    | FTA (HDTV) |
| 30 530 | La5 HD              | FTA (HDTV) |
| 49 549 | Mediaset Italia2 HD | FTA (HDTV) |
| 51 551 | TGCOM24 HD          | FTA (HDTV) |
| 66 566 | RADIO 105           | FTA (HDTV) |
| 67 567 | R101 TV             | FTA (HDTV) |

### Canali radiofonici
| LCN | Canale            | Note         |
| --- | ----------------- | ------------ |
| 771 | Radio R101        | FTA (HE-AAC) |
| 772 | Radio Monte Carlo | FTA (HE-AAC) |
| 785 | RADIO 105         | FTA (HE-AAC) |
| 786 | VIRGIN RADIO      | FTA (HE-AAC) |